# Het Nationale Dagblad
Het Nationale Dagblad was een Nederlandse krant, die tussen 1936 en 1945 door de Nationaal-Socialistische Beweging (NSB) werd uitgegeven.
Op 1 oktober 1936 stelde Anton Mussert Rost van Tonningen aan als hoofdredacteur (in het nationaalsocialistische jargon van die dagen heette de functie 'hoofdopsteller') van het nieuwe NSB-dagblad. Het eerste nummer verscheen op 2 november 1936 en het laatste nummer zag op 5 mei 1945 het licht. Op 24 oktober 1940 ontsloeg Mussert Rost van Tonningen. De fricties tussen beide personen waren hier de oorzaak van, maar daarnaast lagen Rost van Tonningens interesses na de inval der Duitsers elders. Hij werd opgevolgd door Johannes Raatgever.
In 1936 had Het Nationale Dagblad 20.000 abonnees en op 31 december 1939 waren dat er 10.211. Die daling zette zich ook voort na de Duitse inval van mei 1940: aan het einde van die maand telde de krant nog maar zo'n 4000 abonnees. Daarna zette de ommekeer in en begon het ledental te groeien. In oktober 1940 telde de krant 17.000 abonnees, in de loop van 1941 was dat aantal gestegen tot 20.000, in juli 1943 waren dat er 27.247 geworden en in maart 1944 waren er 26.838 abonnees.
De krant had in de vooroorlogse tijd regelmatig te maken met tegenwerking van de Nederlandse overheid. Zo kwam de krant al in 1936 op de lijst van voor militairen verboden bladen terecht. In de vroege ochtend van 10 mei 1940 werd de krant een verschijningsverbod opgelegd door generaal Winkelman. Op 17 mei 1940 verscheen de krant weer.
Na de bevrijding werden de meeste medewerkers van Het Nationale Dagblad door de Commissie voor de Perszuivering voor 20 jaar uit hun functie van journalist ontzet. De hoofdredacteur Raatgever kreeg daarnaast een strafvonnis van 18 jaar hechtenis opgelegd.
Tot 2023 mag geen Nederlandse krant de naam Het Nationale Dagblad voeren, zo bepaalde de rechter in 1948.